# AIL Storm
El AIL Storm (en hebreo: Sufa) es un vehículo todoterreno fabricado en Israel y el caballo de batalla de las Fuerzas de Seguridad de Israel. La serie de vehículos basados en el Jeep Wrangler ha sido producida por Automotive Industries Limited en Nof HaGalil, bajo licencia de Chrysler, desde 1990. Los vehículos cumplen diversas funciones militares, incluida la de vehículo de movilidad de infantería blindado, y ciertos modelos están disponibles para la exportación, así como para el mercado civil.
La producción de un modelo actualizado de cuatro puertas de segunda generación comenzó en 2006, a pesar de algunos mensajes contradictorios del principal cliente del AIL Storm, las Fuerzas de Defensa de Israel. Se ha completado el desarrollo de un vehículo de tercera generación basado en el nuevo Jeep Wrangler JK y se ha iniciado la puesta en marcha de una producción significativa para clientes israelíes y extranjeros.

## Storm I
El vehículo multimisión M-240 Storm es el primer vehículo de tres generaciones de vehículos Storm. El Storm es una variante militar del Jeep Wrangler YJ de 1991 y del Jeep CJ, es producida íntegramente en Eretz Israel por Automotive Industries Limited con excepción de los motores, ya que su fabricación no es económicamente viable en la escala de mercado del AIL Storm.
El todoterreno Storm, fue pensado principalmente para satisfacer las necesidades militares israelíes, pero se produjeron versiones cortas y largas para el mercado civil local. Al igual que el Jeep, tiene un diseño de motor delantero y tracción en las cuatro ruedas, con un conductor y un pasajero sentados detrás del motor y espacio para carga o pasajeros detrás de ellos. El Storm, está propulsado por un motor de gasolina AMC XJ de 6 cilindros en línea con inyección de combustible que desarrolla 180 CV a 4700 RPM, o un motor Volkswagen turbodiésel de 4 cilindros en línea y 2,5 litros que desarrolla 118 CV a 4200 RPM. El eje delantero es completamente flotante y el eje trasero es semiflotante, mientras que lleva un bastidor y una carrocería reforzada, así como buenos ángulos de aproximación y salida (40° y 37° para el bastidor corto, 40° y 26,5° para el bastidor largo) que se suman a la capacidad todoterreno del AIL Storm.
Las dos longitudes del cuadro de producción son: 4,15 y 4,5 metros, este último fue uno de los pocos derivados del Jeep en producción en los últimos años, que estaban disponibles tanto en modelos civiles como militares. Además del mercado israelí, el Storm se ha exportado desde hace mucho tiempo a países de América del Sur, Asia y África. Una línea de producción administrada por Jeep en Egipto, cuyos vehículos eran utilizados por las fuerzas armadas egipcias, fue absorbida después de su cierre en 1995.

### Versiones de vehículos de seguridad
Al igual que su modelo original, el Jeep Wrangler, el Storm es un vehículo aerotransportado de asalto aéreo, todoterreno y utilitario, capaz de afrontar terrenos extremos, llevando a cabo una misión de reconocimiento militar y puede equiparse con una ametralladora o un cañón sin retroceso.
Una variante de la versión extendida es la utilizada por la patrulla fronteriza del desierto del Néguev que permite el montaje de una ametralladora pesada, mientras que el vehículo se puede utilizar como un puesto de mando móvil. Los oficiales suelen utilizar una versión con capota rígida y aire acondicionado del modelo extendido, y una versión desarrollada para el control de disturbios que tiene el blindaje de policarbonato transparente a lo largo de los lados traseros y el techo, así como puertos de disparo para armas no letales. El blindaje le permite tener un amplio campo de visión y al mismo tiempo le protege contra las bombas incendiarias y el lanzamiento de piedras.

### Versión blindada

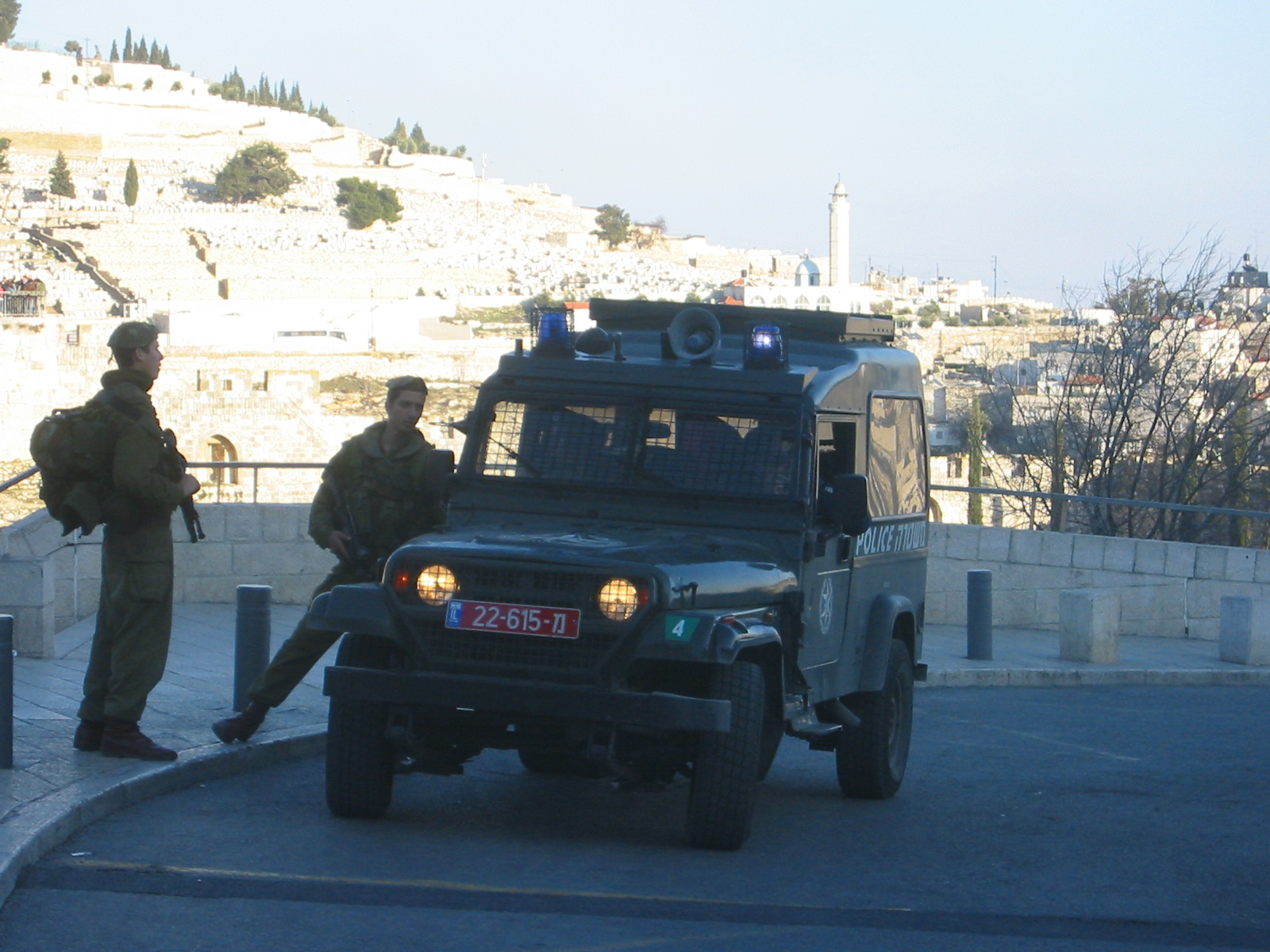
Miembros de la Policía Fronteriza de Israel con un vehículo todoterreno "Sufa" en el barrio judío de la Ciudad Vieja de Jerusalén.

Al igual que con varios vehículos militares ligeros análogos, a pesar de haber sido diseñado originalmente para cumplir una función de reconocimiento blindado ligero, el auge de la guerra urbana y el combate en espacios cerrados, significó que las Fuerzas de Defensa de Israel tuvieron que readaptar al Storm a unas nuevas funciones.
Cuando las fuerzas de seguridad israelíes se dieron cuenta de la necesidad de tener un vehículo blindado de combate ligero, el departamento de ingeniería de AIL diseñó un sistema de protección del vehículo desde abajo hacia arriba, integrándolo en el vehículo existente de una manera que no comprometiera sus capacidades todoterreno y otras capacidades, y que no creara la tensión mecánica y el aumento del mantenimiento a menudo asociados con el blindaje, en parte debido a su motor de inyección de combustible computerizado.
El blindaje protege contra las municiones del calibre 7,62 × 39 mm y munición perforante de blindaje, y mantiene una alta relación de protección, peso y costo, mediante el empleo de materiales avanzados aprobados por las FDI. El peso bruto del vehículo de la versión israelí protegida, es de 3000 kilogramos, aunque se utilizan varios niveles de protección variables con unidades individuales.

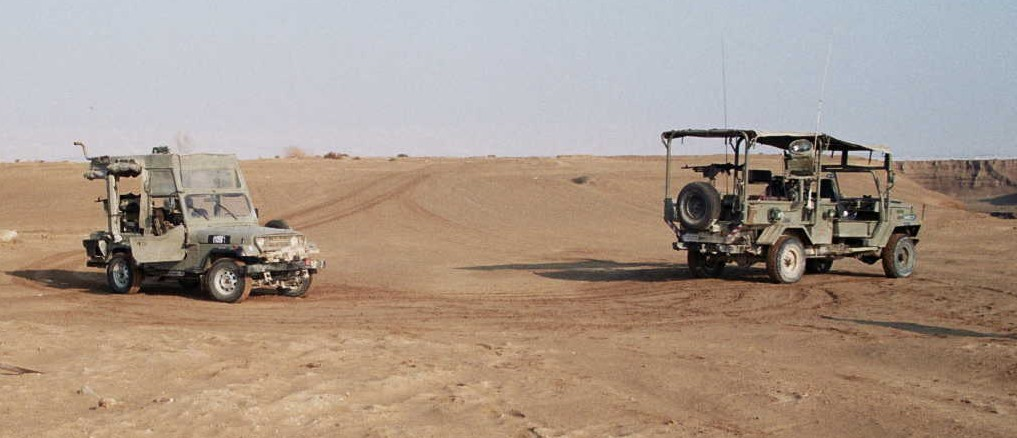
AIL Storm I (izquierda), AIL Abir (derecha).

Otra ventaja importante son las estrechas dimensiones del Storm, que le permiten atravesar los estrechos callejones comunes a las casbas de muchas ciudades de Oriente Medio, lugares a los que los Humvees blindados solo pueden entrar con una gran dificultad y una maniobrabilidad mínima, si es que pueden. Las puertas traseras que permiten el rápido despliegue de tropas totalmente equipadas en el combate, se promocionan como una ventaja sobre vehículos similares.

### Uso civil
Los Storms de primera generación estuvieron disponibles para el público en general en Israel entre 1992 y 2001. Una pequeña cantidad fue comprada directamente por consumidores privados, mientras que una mayor cantidad fue adquirida de segunda mano a empresas propiedad del gobierno israelí, como la Compañía Eléctrica de Israel y la compañía de agua Mekorot, así como a la Autoridad de Parques Nacionales y a la Policía de Israel. Los Storms modificados son populares entre los entusiastas de los vehículos todoterreno en Eretz Israel.

## Storm II
A partir de 2006, AIL comenzó a entregar un modelo mejorado a las FDI, el M-242 Storm Mark II, conocido popularmente como "Storm Commander". Se incorporaron algunos cambios significativos en los nuevos Storms basados en el Jeep Wrangler (TJ) a partir de los comentarios de los soldados, los requisitos operativos actualizados y las pruebas realizadas por el Cuartel General de las FDI y la Dirección de Tecnología y Logística de las FDI. El cambio más obvio ha sido la incorporación de dos puertas para pasajeros, lo que convierte al Storm II en el primer vehículo de cinco puertas derivado del Jeep Wrangler.
Otras mejoras incluyen el cambio a una transmisión manual con seis velocidades hacia adelante (en lugar de las cuatro anteriores) y una mayor estabilidad resultante de ejes de vía más anchos que su predecesor. La suspensión de ballesta fue reemplazada con una moderna suspensión de muelles helicoidales en la parte delantera y trasera, y el Storm II cuenta con ejes traseros Dana 44 y delanteros TJ Dana 30, eliminadores de yugo deslizante diseñados en la fábrica y cuenta con la seguridad adicional de los airbag. La comodidad de los soldados también fue atendida con la incorporación de aire acondicionado y un reproductor de discos compactos.
El vehículo Storm II también se produce en una versión blindada y se ofrece con un motor 2.8 turbodiésel VM Motori de 1000 litros, transmisión automática, con el volante a la derecha y neumáticos run-flat . AIL tiene capacidad para completar diez vehículos diariamente. Debido a las leyes fiscales aprobadas recientemente, aún no está disponible una versión civil en el mercado israelí.

### Controversia por el vehículo MDT David
Desarrollado en la década de 2000 con una inversión de 2 millones de dólares estadounidenses, después de compromisos de las Fuerzas de Defensa de Israel para 1200 unidades, se creía que algunos trabajos de AIL estaban en peligro tras un anuncio a mediados de 2005 de que las Fuerzas de Defensa de Israel comprarían 100 vehículos MDT David basados en la versión del Land Rover Defender vendido en los Estados Unidos. El anuncio provocó amenazas de protestas por parte de la dirección y los trabajadores de AIL, que recientemente habían sufrido el golpe del cese del montaje local del Humvee debido a consideraciones presupuestarias. Se eligió el vehículo MDT David en lugar de la versión blindada del Storm porque se decía que el pesado Storm sufría de problemas de manejo y confiabilidad, riesgos de seguridad y tenía una operatividad de misión limitada. Sin embargo, las Fuerzas de Defensa de Israel afirmaron que la compra del MDT David tenía como objetivo llenar un vacío temporal en la producción, hasta que se completaran las pruebas operativas del Storm II. 

## Storm III
Estaba previsto que las fuerzas de defensa israelíes comenzaran a fabricar el vehículo Storm Mark III en junio de 2008, las FDI compraron alrededor de 600 vehículos a principios de 2011. Basado en el entonces nuevo diseño del Jeep Wrangler JK de cuatro puertas, el Mark III pretendía abordar algunas de las deficiencias del modelo Mark II anterior. Mientras que el vehículo anterior era una actualización del TK Storm original, el Storm III fue diseñado desde el principio con una configuración de cinco puertas. A diferencia del TJ-L, el nuevo JK Storm tiene una capacidad de carga máxima mucho mayor en parte debido a amortiguadores, resortes y ejes más resistentes, necesarios para una versión blindada. Incluye un motor turbodiésel italiano VM Motori de 2,8 Litros de serie y transmisión automática. 
Al igual que el Storm II, el Mark III inicialmente estaba disponible sólo para los militares y estaba previsto que se entregaran algunas unidades a la Policía de Israel en 2009. Sólo se lanzaría una versión civil si se modificaba el código fiscal local para permitirle competir con las importaciones extranjeras de la misma clase. Automotive Industries Limited afirma que si tal cosa ocurriera, se podría ofrecer una versión con motor de gasolina. En cuanto a los mercados de exportación, el Storm 3 ya ha sido utilizado en varios países, especialmente en su versión blindada.

### Versión Commander
La versión commander incorpora una cabina rígida de 5 puertas que permite la entrada y la salida rápida y cómoda del conductor y los pasajeros o tropas. Un gran compartimento trasero permite almacenar tanto carga como equipos de comunicaciones. Esta versión viene equipada con un sistema de aire acondicionado proporcionando el máximo confort en condiciones climáticas cálidas. Una estructura de protección antivuelco, maximiza las condiciones de seguridad de los pasajeros.

### Versión blindada
La versión blindada del Storm 3, fue diseñada para la protección contra las amenazas de armas ligeras, incorpora una caja de transferencia de alta resistencia y un sistema de suspensión especialmente diseñado que incluye resortes de alta resistencia (delanteros, helicoidales y traseros) y amortiguadores, junto con ejes rígidos de alta resistencia que permiten un viaje suave y seguro tanto en terrenos difíciles como en carreteras normales.

### Versión de reconocimiento y patrulla
El modelo de reconocimiento y patrulla Storm 3 permite el almacenamiento adicional de combustible, agua y equipamiento. Esta versión es especialmente adecuada para equipar diversos montajes de ametralladoras o lanzagranadas.